# Mitchell Emery
Mitchell "Mitch" Emery (Baulkham Hills, 27 de setembro de 1990) é um jogador de polo aquático australiano.

## Carreira
Emery integrou a Seleção Australiana de Polo Aquático que ficou em nono lugar nos Jogos Olímpicos de 2016.